# یلیمبتوو (شهرستان استرلیباشفسکی، باشقیرستان)
یلیمبتوو (انگلیسی: Yelimbetovo, Sterlibashevsky District, Republic of Bashkortostan) یک شهرک در شهرستان استرلیباشفسکی استان باشقیرستان کشور روسیه است.